# コビトカイマン
コビトカイマン（Paleosuchus palpebrosus）はコビトカイマン属に分類されるワニの一種。キュビエムカシカイマン、キュビエコビトカイマンとも呼ばれる。コビトカイマン属は本種とブラジルカイマンの2種から成る。ボリビア、ブラジル、コロンビア、エクアドル、フランス領ギアナ、ガイアナ、パラグアイ、ペルー、スリナム、トリニダード島、ベネズエラにかけて、南アメリカ北部および中央部に分布する。川沿いの森林、湖の近くの浸水林、流れの速い小川やその付近に生息する。他の水場を目指して乾燥した土地を横断することもあり、他のカイマンよりも冷水への耐性がある。
雄の平均全長は1.4m、雌は最大でも全長1.2mで、アリゲーター科では最小種であり、ワニの中ではコンゴコビトワニに次いで小さい。成体の体重は約5-7kgである。体は小さいが、皮膚の鱗は強固であり、捕食者から身を守っている。若い個体は主に無脊椎動物を捕食し、小魚、カエルも餌となる。成体はより大きな魚、両生類、大型軟体動物などの無脊椎動物を捕食する。日中は巣穴に隠れることもあり、パンタナルでは乾季に巣穴で夏眠することが知られている。雌は盛り上がった巣に卵を産み、約3ヶ月で孵化する。母親は幼体の孵化を手伝い、生後数週間は子育てを行う。ペットとして飼育されることもある。分布域が広く、個体数も多いため、IUCNのレッドリストでは低危険種とされている。

## 名称
属名はギリシア語で「古代のワニ」を意味する。これは約3000万年前に他のカイマンから分岐した系統に属することに由来する。種小名はラテン語で「分厚い瞼」を意味し、上瞼にある骨板を指す。
musky caiman、dwarf caiman、Cuvier's caiman、smooth-fronted caimanなどの英名があるが、最後のものはブラジルカイマンを指すこともある。ペット業界ではwedge-head caimanと呼ばれることもある。

## 分類と系統
1807年にジョルジュ・キュヴィエによって Crocodylus palpebrosus として記載され、タイプ産地は「Cayenne」とされた。それ以来 Crocodilus (Alligator) palpebrosus (Merrem、1820)、Jacaretinga moschifer (Spix、1825)、Champsa palpebrosa (Wagler、1830)、Alligator palpebrosus (Dumeril & Bibron、1836)、Champsa gibbiceps (Natterer、1841)、Caiman palpebrosus (Gray、1844)、Caiman (Aromosuchus) palpebrosus (Gray、1862)、Jacaretinga palpebrosus (Vaillant、1898) など、多数の命名がなされた。1924年にMuller、1928年にSchmidtが、現在認められている Paleosuchus palpebrosus という学名を初めて使用した。現在亜種は認められていない。
コビトカイマン属は本種とブラジルカイマンの2種から成る。同属は眼窩間の隆起が無く、前上顎部に4本の歯があり、他のカイマンでは5本である。現生のカイマン亜科の関係は、分子系統学的研究に基づき、以下の系統樹で示される。
|  | コビトカイマン   |
|  |                  |
|  | ブラジルカイマン |
|  |                  |

|  | \| \| Caiman crocodilus メガネカイマン \| \| \| \| \| \| Caiman yacare パラグアイカイマン \| \| \| \| |
|  | |
|  | Caiman latirostris クチビロカイマン                                                                   |
|  | |
|  | Caiman crocodilus メガネカイマン                                                                      |
|  | |
|  | Caiman yacare パラグアイカイマン                                                                      |
|  | |

|  | Caiman crocodilus メガネカイマン |
|  |                                  |
|  | Caiman yacare パラグアイカイマン |
|  |                                  |

|  | \| \| Caiman crocodilus メガネカイマン \| \| \| \| \| \| Caiman yacare パラグアイカイマン \| \| \| \| |
|  | |
|  | Caiman latirostris クチビロカイマン                                                                   |
|  | |
|  | Caiman crocodilus メガネカイマン                                                                      |
|  | |
|  | Caiman yacare パラグアイカイマン                                                                      |
|  | |

|  | Caiman crocodilus メガネカイマン |
|  |                                  |
|  | Caiman yacare パラグアイカイマン |
|  |                                  |

|  | コビトカイマン   |
|  |                  |
|  | ブラジルカイマン |
|  |                  |

|  | \| \| Caiman crocodilus メガネカイマン \| \| \| \| \| \| Caiman yacare パラグアイカイマン \| \| \| \| |
|  | |
|  | Caiman latirostris クチビロカイマン                                                                   |
|  | |
|  | Caiman crocodilus メガネカイマン                                                                      |
|  | |
|  | Caiman yacare パラグアイカイマン                                                                      |
|  | |

|  | Caiman crocodilus メガネカイマン |
|  |                                  |
|  | Caiman yacare パラグアイカイマン |
|  |                                  |

|  | \| \| Caiman crocodilus メガネカイマン \| \| \| \| \| \| Caiman yacare パラグアイカイマン \| \| \| \| |
|  | |
|  | Caiman latirostris クチビロカイマン                                                                   |
|  | |
|  | Caiman crocodilus メガネカイマン                                                                      |
|  | |
|  | Caiman yacare パラグアイカイマン                                                                      |
|  | |

|  | Caiman crocodilus メガネカイマン |
|  |                                  |
|  | Caiman yacare パラグアイカイマン |
|  |                                  |

|  | ヨウスコウアリゲーター |
|  |                        |
|  | アメリカアリゲーター   |
|  |                        |

|  | コビトカイマン   |
|  |                  |
|  | ブラジルカイマン |
|  |                  |

|  | \| \| Caiman crocodilus メガネカイマン \| \| \| \| \| \| Caiman yacare パラグアイカイマン \| \| \| \| |
|  | |
|  | Caiman latirostris クチビロカイマン                                                                   |
|  | |
|  | Caiman crocodilus メガネカイマン                                                                      |
|  | |
|  | Caiman yacare パラグアイカイマン                                                                      |
|  | |

|  | Caiman crocodilus メガネカイマン |
|  |                                  |
|  | Caiman yacare パラグアイカイマン |
|  |                                  |

|  | \| \| Caiman crocodilus メガネカイマン \| \| \| \| \| \| Caiman yacare パラグアイカイマン \| \| \| \| |
|  | |
|  | Caiman latirostris クチビロカイマン                                                                   |
|  | |
|  | Caiman crocodilus メガネカイマン                                                                      |
|  | |
|  | Caiman yacare パラグアイカイマン                                                                      |
|  | |

|  | Caiman crocodilus メガネカイマン |
|  |                                  |
|  | Caiman yacare パラグアイカイマン |
|  |                                  |

|  | コビトカイマン   |
|  |                  |
|  | ブラジルカイマン |
|  |                  |

|  | \| \| Caiman crocodilus メガネカイマン \| \| \| \| \| \| Caiman yacare パラグアイカイマン \| \| \| \| |
|  | |
|  | Caiman latirostris クチビロカイマン                                                                   |
|  | |
|  | Caiman crocodilus メガネカイマン                                                                      |
|  | |
|  | Caiman yacare パラグアイカイマン                                                                      |
|  | |

|  | Caiman crocodilus メガネカイマン |
|  |                                  |
|  | Caiman yacare パラグアイカイマン |
|  |                                  |

|  | \| \| Caiman crocodilus メガネカイマン \| \| \| \| \| \| Caiman yacare パラグアイカイマン \| \| \| \| |
|  | |
|  | Caiman latirostris クチビロカイマン                                                                   |
|  | |
|  | Caiman crocodilus メガネカイマン                                                                      |
|  | |
|  | Caiman yacare パラグアイカイマン                                                                      |
|  | |

|  | Caiman crocodilus メガネカイマン |
|  |                                  |
|  | Caiman yacare パラグアイカイマン |
|  |                                  |

|  | ヨウスコウアリゲーター |
|  |                        |
|  | アメリカアリゲーター   |
|  |                        |

2012年の研究によると、パンタナル、マデイラ川流域、ネグロ川流域の様々な個体群の間には遺伝子的に明らかな違いがあり、互いに隔離されていることが判明した。これらは隠蔽種を含む種複合体である可能性が示された。

## 形態
新世界のワニの中では最小の種。雄は全長約1.6mまで成長するが、雌は通常1.2mを超えることはない。最大全長は1.73m。しかし大型個体は尾の先端を損傷している場合も多く、実際はさらに大型化するという意見もある。パンタナル地域で測定された最大の個体は体長が1.125mであり、尾が無傷の場合を推定すると全長2.1mに相当する。体重は通常約6-7kgで、これは大型のワニにおける6-12ヶ月齢の個体の体重とほぼ同じである。最大体重は37kgである。背側と腹側の両方に強力で大きな鱗を持つため、体は小さいが防御力は高い。この鱗の下には発達した皮骨があり、「Body Armor」とも例えらえる。ただし柔軟性は低くなっている。
頭部はワニ類としては珍しく、ドーム型の頭蓋と、先端が上向きの短く滑らかな凹状の吻部を持ち、犬の頭にも似ている。上顎は下顎よりもかなり突き出る。両側に前上顎歯が4対、上顎歯が14-15対、下顎骨が21-22対あり、歯は合計で約80本である。首は比較的細く、背鱗板はブラジルカイマンよりも目立たない。二重尾櫛は小さく、垂直に突き出ている。口吻側面が強く傾斜する。後頭鱗板は2列。成体の体色は暗褐色から黒色で、頭部は暗褐色であり、幼体は茶色く、黒い帯が入る。虹彩は栗色で、瞳孔は縦長である。

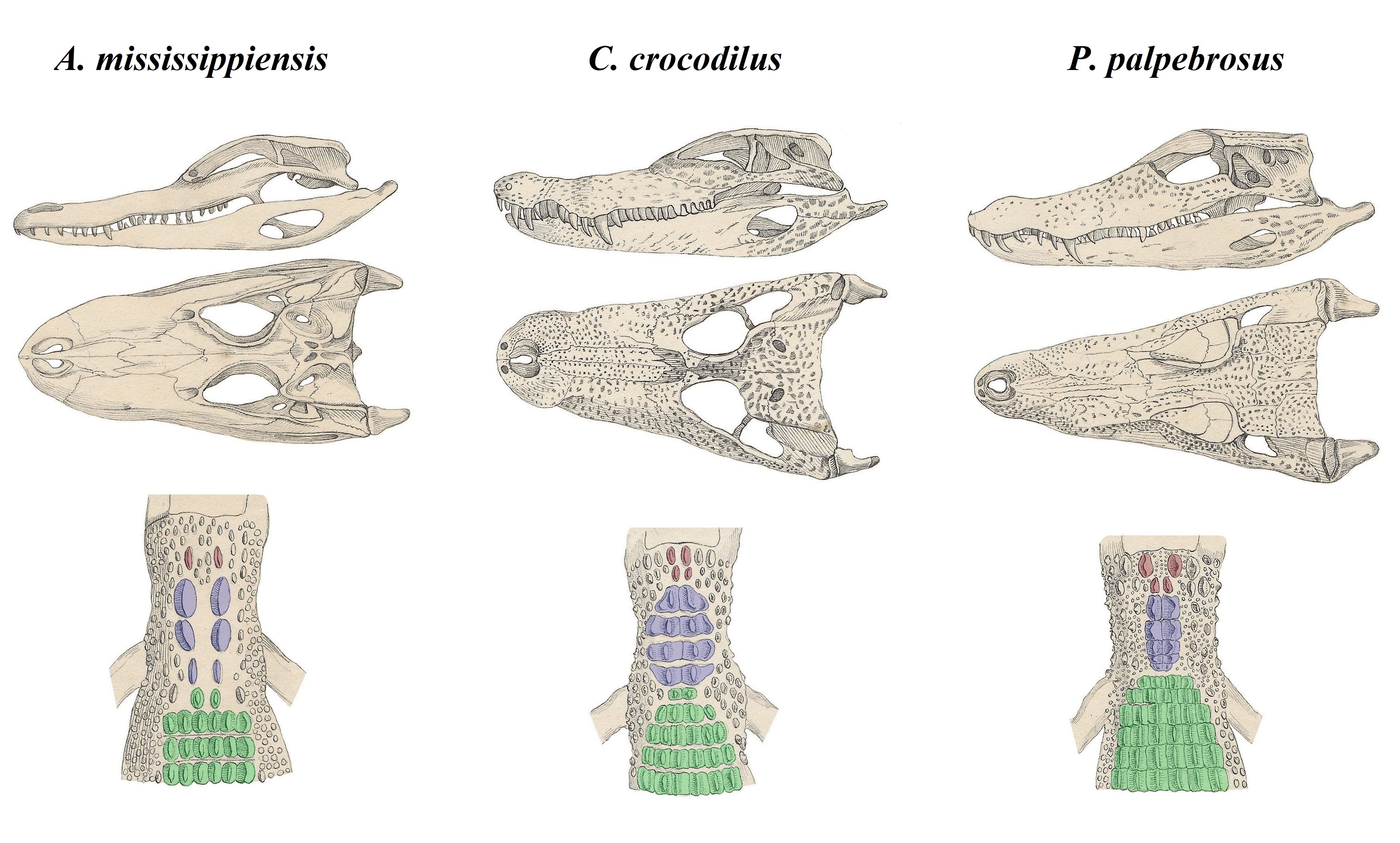
頭蓋骨、鱗板におけるアメリカアリゲーター(左)、メガネカイマン(中央)との比較
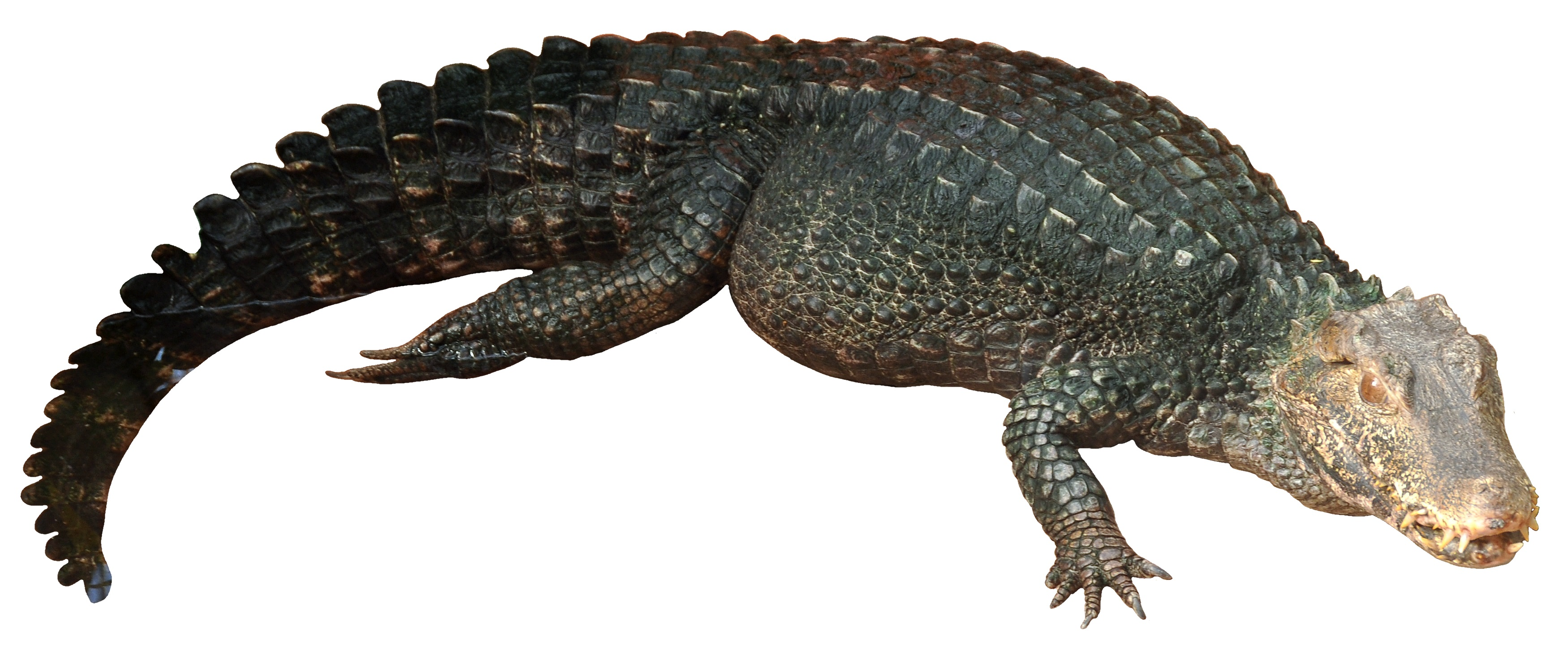
鱗の配置によって特徴づけられる

鱗の配置によって本種とブラジルカイマンを識別できる。
| 鱗板       | コビトカイマン                                  | ブラジルカイマン                                       |
| ---------- | ----------------------------------------------- | ------------------------------------------------------ |
| 後頭鱗板   | 通常2列                                         | 通常1列                                                |
| 頸鱗板     | 通常4-5列                                       | 通常4列、時に5列                                       |
| 背鱗板     | 縦に18列、横に6-10列が整然と並び、後肢の間に4列 | 縦に18列、横に6-7列が無秩序に並び、後肢の間には通常2列 |
| 喉鱗板     | 縦に21–22列、横に16列                           | 縦に19–21列、横に10–12列                               |
| 尾櫛       | 通常19–21列                                     | 通常17–19列                                            |
| 二重尾櫛   | 通常9-10列                                      | 通常9-10列                                             |
| 尾の側鱗板 | 2-3列の乱れた小鱗                               | 5–8列                                                  |

## 分布と生息地
南アメリカ北部および中央部の熱帯地域から知られ、オリノコ川、サンフランシスコ川、アマゾン川流域、パラナ川およびパラグアイ川上流域に分布する。ペルー、エクアドル、コロンビア、ベネズエラ、ガイアナ、スリナム、フランス領ギアナ、ブラジル、ボリビア、パラグアイなどの国で生息が確認されている。分布域はパラグアイやブラジルの大部分を含み、ブラジルカイマンよりもかなり広い。ブラジルカイマンとは分布域が重なるが、本種はブラジルカイマンと異なり水位の季節変動に従う。
森林内の河川や、湖の周りの浸水林などの淡水に生息する。流れの速い川や小川を好むが、ベネズエラやブラジル南東部では栄養分の少ない穏やかな水域にも生息する。夜間には陸地をかなりの距離移動することができ、孤立した一時的な水場で幼体が見つかることもある。分布域の北部と南部では、サバンナの拠水林にも生息するが、リャノやパンタナルの拠水林には生息していない。他のカイマンに比べて冷水に比較的耐性がある。日中は巣穴の中で休息したり、岩山の上で休息したり、浅瀬で半身を水から出して日光浴をすることもある。

## 生態と行動
主に夜行性であり、食性は地域によって異なるとされる。成体は魚、両生類、小型哺乳類、鳥、カニ、エビ、軟体動物、昆虫、その他の無脊椎動物を水中または陸上で捕食する。幼体は魚をあまり食べず、甲殻類、オタマジャクシ、カエル、カタツムリ、甲虫などの陸生無脊椎動物を捕食する。獲物はほとんどの場合丸呑みされ、砂嚢内の胃石で砕かれる。本種はワニでは珍しく、捕食の際に「デスロール」を行わない。しかし研究対象の個体が消極的であった可能性もあるため、野生個体ではデスロールを行う可能性もある。パンタナルでは乾季に巣穴で夏眠を行い、数日間にわたって体温を約22℃に保つ。

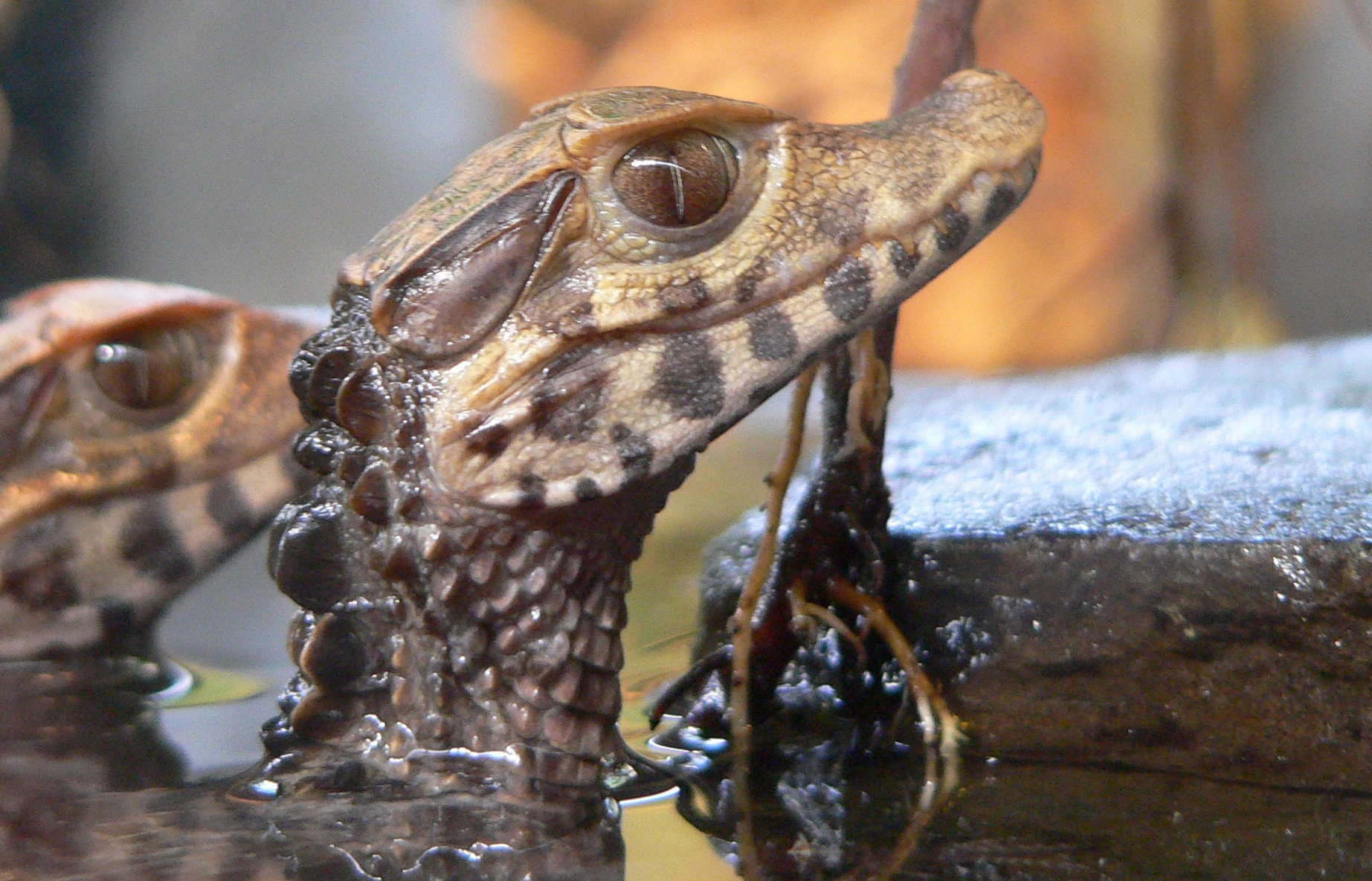
幼体

成体は通常単独かつがいで行動する。繁殖についてはほとんど研究されていないが、季節的なものではないとされる。雌は人目につかない場所に植物と泥で塚のような巣を作り、10-25個の卵を産み、植物の下に隠す。巣の温度は26-31℃ で、腐敗した植物によって暖められる。約90日で孵化し、幼体の性別は巣の温度によって決定する。雌は幼体の鳴き声に応えて孵化を助ける。孵化したばかりの幼体は粘液で覆われており、これが乾くまで数日間は水に入らないこともある。粘液が乾燥することで体を保護し、藻類の繁殖が抑えられると考えられている。雌は約1年間子育てを行い、最長21ヶ月に及ぶ。その後幼体は分散し、1年に約8-10cm成長する。雌は8歳前後、雄は6歳前後で性成熟する。寿命は30-40年と考えられている。
キーストーン種と考えられており、本種が存在しなければピラニアなどの魚が優占種となる可能性がある。卵と幼体は鳥、ヘビ、ネズミ、アライグマなどの哺乳類に捕食される。成体は頑丈な骨板に守られており、主な捕食者はジャガー、オオアナコンダ、大型のボアコンストリクターである。

## 人との関わり
人間を襲うことは無い。ペットとして飼育されることもあるが、適切な飼育の為には高い費用や、非常に大きなケージが必要になる。多くの国では許可証や免許証が必要であり、ほとんどの獣医師はこれらのエキゾチックペットの治療経験が少ない。

### 脅威と保全
皮膚が頑丈なため、皮目的で狙われることは無い。先住民は本種を食用としており、一部地域ではコビトカイマンの歯がヘビに噛まれないように守ってくれると信じられている。ガイアナではペット目的で採取されているが、その結果個体数が減少しているという証拠はない。金の採掘を含む生息地の破壊も起こっているが、それほど重要ではないと考えられている。推定個体数は100万頭以上である。
IUCNのレッドリストでは低危険種とされている。南アメリカ北部と中央部の大半に広く分布しており、個体数の変動は不明であるものの、分布域の多くでは個体数が豊富と思われるためである。CITESの付属書IIに掲載されている。